# Chouzelot
Chouzelot – miejscowość i gmina we Francji, w regionie Burgundia-Franche-Comté, w departamencie Doubs.
Według danych na rok 1990 gminę zamieszkiwało 239 osób, a gęstość zaludnienia wynosiła 37 osób/km² (wśród 1786 gmin Franche-Comté Chouzelot plasuje się na 508. miejscu pod względem liczby ludności, natomiast pod względem powierzchni na miejscu 685.).